# إيرموا
بلدية إيرموا (بالإسبانية: Ermua)‏ هي بلدية تقع في مقاطعة بيسكاي, التي تقع في منطقة الباسك شمالي إسبانيا.

## أعلام
- جوسيبا أرياغا
- أيتور غونزاليس
- ايتور هيرنانديز
- إيغور أستارلوا
- ميغيل أنخيل بلانكو

## وصلات خارجية
- (بالإسبانية)